# قلعة الربا
قلعة الربا أو حصن الربا: يقع الحصن إلى الشمال من مدينة السلمية ضمن مسافة 12 كم في منطقة الهضاب البازلتية. في قرية الربا التابعة لمحافظة حماة في سوريا التي بنيت في أواسط القرن التاسع عشر على أنقاض بلدة بيزنطية ما تزال آثارها واضحة حتى الآن. أما القلعة فإنها تتوضع على قمة مرتفع بازلتي يعلو حوالي 100 م من السهل الغربي.

## البناء
إن أسلوب بناء هذا التحصين الدائري الشكل يدل على أسلوب مبكر في بناء التحصينات وقد ذكر الباحث محمود الأمين أن بناء هذا التحصين يعود إلى الفترة الهلنستية في سوريا. ولكن باحثين آخرين قد ذكروا أن أسلوب التحصينات المتبعة في هذه القلعة يشابه إلى حد كبير الأساليب المتبعة في تحصين مواقع الاستيطان في فترة البرونز الوسيط.
أما الفخار الملتقط من الموقع فهو يغطي فترات تاريخية طويلة تمتد من الألف الثاني قبل الميلاد وحتى العصور الإسلامية. مما يزيد هذا الاعتقاد أن هذا الموقع هو موقع استيطان مدني تم تحصينه لحمايته من الاعتداء وليس قلعة أو موقع عسكري بحت هو وجود عدد ضخم من المدافن على الجانب الشرقي والجنوبي الشرقي من الموقع تعود في أغلبها إلى الفترة الرومانية وقبل ذلك.
وفي ظل غياب الأبحاث الأثرية والدراسات التنقيبات عن هذا الموقع فإن الاحتمال الأكثر رجاحة هو كون الموقع مستوطنة مدنية قديمة تم تحويلها إلى حصن أو قلعة لحمايتها من الاعتداء.

## وصف معماري
تتربع هذه القلعة على الهضبة البازلتية على شكل شبه دائري قطره أكثر من مائة متر ويحيط بها سفح منحدر مبني من الحجر البازلتي الطبيعي والذي تم تشغيله بشكل بسيط جدًا حيث يحتفظ بشكله الطبيعي ورصفه على شكل تسفيح من كل الجوانب وقد استخدمت الحجارة الكبيرة التي تزيد أبعادها عن 70×70سم
في هذا العمل والتي تم اقتلاعها من نفس الهضبة البازلتية. حيث ما زال يظهر مكان أحد هذه المقالع من الجهة الشرقية.
لم يستخدم أي نوع من الملاط أو المونة الرابطة لربط هذه الحجارة مع بعضها ولكن تقنية ربط النتوءات والتداخلات الطبيعية للحجر واستخدامها في هذا التسفيح أعطت هذا السور متانة وقوة وانطباعًا بالضخامة.
أما المدخل الوحيد فيقع من الجهة الغربية بعرض حوالي المترين حيث يتصل به طريق يصل إلى داخل الموقع تظهر بقاياه حتى الآن، ما يمكن ملاحظته هو بروز المنطقتين داخل الموقع في الجهة الشمالية الغربية والجنوبية الشرقية حيث يصل بينهما الطريق الواصل من المدخل الغربي.

## الوصول إلى القلعة
يوصل إلى القلعة عن طريق السلمية ثم عبر قرية الربا حيث يمكن الوصول إلى مسافة قريبة من الأسوار بالسيارة ولا يشكل الصعود إليها عناءً.

## الملكية
تعود للدولة ملكية القلعة وما حولها من الأراضي.

## وصلات خارجية
- الموقع الرسمي لمحافظة حماة